# Mimacmocera
Mimacmocera is een kevergeslacht uit de familie van de boktorren (Cerambycidae). De wetenschappelijke naam van het geslacht werd voor het eerst geldig gepubliceerd in 1960 door Breuning.

## Soorten
Mimacmocera is monotypisch en omvat slechts de volgende soort:
- Mimacmocera coerulea Breuning, 1960